# Naissance en 893
Naissance
- 889
- 890
- 891
- 892
- 893
- 894
- 895
- 896
- 897

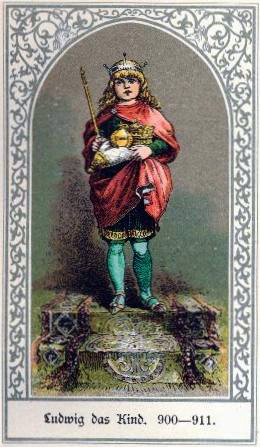
Louis IV de Germanie né en 893.

Cette page dresse une liste de personnalités nées au cours de  l'année 893 :
- 10 mai: Abū Muhammad al-Hasan al-Hamdānī, géographe, poète, grammairien, historien et astronome arabe.
- juillet : Louis IV de Germanie, Francie orientale (Germanie).

- Yahya ibn Adi, philosophe, théologien et traducteur Syrien chrétien de langue arabe.

## Crédit d'auteurs
- Cet article est partiellement ou en totalité issu de l'article intitulé « 893 » (voir la liste des auteurs).